# Афодиины
Афодиины (лат. Aphodiinae) — подсемейство пластинчатоусых жуков, насчитывающее несколько тысяч видов мелкого или среднего размера, встречающихся повсеместно. В Северной Америке отмечено 350 видов из 26 родов. Афодиины являются самыми обычными жуками, которые живут в полувысохших навозных кучах. Копрофаги и сапрофаги. Наиболее ранние находки ископаемых видов датируются нижним мелом (Байса в Забайкалье и Внутренняя Монголия в Китае).
У большинства видов из России и близлежащих территорий есть крылья и они могут летать.

## Морфология жуков
Морфология афодиин хорошо изучена.

### Головная капсула
Головная капсула округлая, прогнатического типа. В большинстве случаев голова окрашена в коричневый или чёрный цвет, с более светлой узкой каймой вдоль краёв наличника. У некоторых видов, таких, как Aphodius conspurcatus и A. sticticus, бока наличника широко осветлены, благодаря чему они становятся хорошо различимы. Ротовые органы расположены на вентральной стороне и у большинства видов скрыты под наличником и сверху лишь видны максиллярные щупики. Только у представителей Aegialiini сверху могут быть видимы вершины мандибул. С задней стороны головная капсула соединяется с передним отделом груди и немного втянута в него.
Сверху в головной капсуле выделяют следующие отделы:
- наличник — закругленная поперечная пластинка, которая своим основанием крепится ко лбу и закрывает сверху ротовые органы. Наличник условно делится на передний край и передние углы. В диагностика видов он имеет важную роль. Передний край обычно с более или менее заметной выемкой, но в некоторых случаях (у видов подрода Acrossus), наличник без выемки, широко закруглён. Передние углы могут быть закруглёнными, либо тупоугольными, либо почти зубцевидными. Наличник, в особенности его передние части, обычно сильнее пунктирован, чем остальная главная часть. Наличник часто морщинистый, у трибы Psammodiini — гранулирован.

- фронтальный (лобноналичниковый) киль — остаток фронтокильного шва, представляет собой сильноморщинистый валик в центральной части головной капсулы и отмечен лишь у немногих видов. Лоб расположен проксимальнее фронтального киля. Провести границу между лбом и наличником будет сложнее, если этот киль не выражен.

- лобный шов — тонкая бороздка на границе темени и лба, он обычно хорошо проявляется у представителей подсемейства. В центре и сбоку шва (в месте соединения щёчных швов с лобным) часто располагаются бугорки. Обычно хорошо развит только средний бугорок. Как правило, у самок бугорков нет.

- щёки расположены по бокам перед глазами и обычно обозначены щёчными швами и выемкой на том месте, где щёки переходят в боковой край наличника. По форме внешнего края щёки бывают нескольких типов: закруглённые, угловатые или тупоугольные, и остроугольные (прямоугольные). Выступ щёк за линию глаз, параллельную оси тела, также является важным в диагностике видов.

- сложные глаза, состоят из большого количества фасеток, с небольшой выемкой, образованной краем щёк. Даже у близких видов относительный размер глаз может различаться. Например, у двух представителей рода Aphodius и подрода Acrossus, а именно у A. rufipes и A. luridus диаметр глаз у первого приблизительно в два раза больше минимального расстояния между краем глаза и горлом, а у второго диаметр равен или немного меньше. У Aegialiini глаза маленькие, иногда плохо заметны.

- темя располагается за лбом, его бока называют височными долями. Затылочный и зазатылочный швы у афодиин не заметны.

### Грудь
Важным диагностическим признаком служит расположенный между основаниями надкрылий щиток, являющийся единственным склеритом среднегруди и заметный сверху. Щиток бывает крупным (от 1/3 до 1/5 длины надкрылий), или относительно маленьким (1/8 — 1/10). По форме щиток может быть двух типов: широко или узко треугольным или прямоугольным с почти параллельными краями у основания.

## Мирмекофилияи термитофилия
У некоторых представителей афодиин Австралии и Неотропики распространено сожительство с муравьями и термитами. Среди них жуки триб Corythoderini, Stereomerini, Lomanoxiini и Eupariini (Lomanoxia), отмеченные совместно с термитами рода Odontotermes и с муравьями родов Atta, Solenopsis и Acromyrmex.